# Orphée (Angel)
Pour les articles homonymes, voir Orphée (homonymie).
Orphée est le 15e épisode de la saison 4 de la série télévisée Angel.

## Résumé
Angelus a mordu Faith mais celle-ci s'était auparavant injecté une drogue appelée « Orphée », et tous deux sombrent dans l'inconscience. Wesley et Gunn les ramènent tous deux à l'hôtel Hyperion, et Connor informe Cordelia (toujours sous l'emprise du maître de la Bête) des événements. La drogue magique fait revenir la Tueuse et le vampire dans les souvenirs d'Angel. Connor tente de convaincre le reste de l'équipe qu'il faut désormais tuer Angelus mais Willow arrive sur ces entrefaites. Fred lui a en effet demandé de venir car c'est la seule qui ait déjà réussi à restituer son âme à Angel. 
Après les retrouvailles avec le groupe, la sorcière trouve la solution et décide de briser le bocal qui emprisonne l'âme. Un duel magique à distance entre Willow et Cordelia, qui détient le bocal, a lieu. Willow fait preuve de grands pouvoirs en parvenant à briser le bocal qui contient l'âme d'Angel. Elle commence ensuite le rituel de restitution pendant que, dans l'esprit d'Angel, celui-ci se bat contre Angelus. Voyant qu'elle risque de perdre son soldat, Cordelia demande à Connor de tuer Angelus. C'est à ce moment que Faith se réveille de son coma et empêche Connor de tuer Angel, qui récupère son âme. Après avoir remercié Faith et Willow, qui repartent pour Sunnydale, Angel et son équipe apprennent la grossesse magique de Cordelia.

## Production
La scène du combat entre Angel et Angelus a pris deux jours pour être tournée, avec un écran divisé et une prise de vue avec caméra fixe. Les scènes se déroulant à Chicago dans les années 1920 ont été tournées dans un backlot d'Universal Studios alors que des scènes avec Angel et Faith revivant des moments de L'Hôtel du mal ont dû être coupées en raison de la longueur excessive de l'épisode. Le principal regret de la production concerne les effets spéciaux peu réussis de la « grosse tête flottante » pendant le duel magique entre Willow et Jasmine.
C'est Tim Minear qui a eu l'idée de faire venir Willow dans la série pour rendre son âme à Angel. Les scènes avec Alyson Hannigan ont été tournées en deux jours et quinze jours après le reste de l'épisode en raison de l'emploi du temps chargé de l'actrice.